# Lehtikari (ö i Satakunta, Raumo, lat 61,04, long 22,33)
Lehtikari är en ö i Finland. Den ligger i sjön Pyhäjärvi och i kommunen Säkylä i den ekonomiska regionen  Raumo ekonomiska region  och landskapet Satakunta, i den sydvästra delen av landet, 170 km nordväst om huvudstaden Helsingfors. Öns area är 0,2 hektar och dess största längd är 80 meter i nord-sydlig riktning.